# Cahama
Cahama és un municipi de la província de Cunene. Té una extensió de 9.725 km² i 69.094 habitants. Comprèn les comunes de Cahama i Otchindjau. Limita al nord amb els municipis de Chiange i Matala, a l'est amb el municipi d'Ombadja i al Sud i oest amb el municipi de Curoca. Al municipi hi ha exemplars de búbal vermell (Alcelaphus caama).